# Cennino Cennini
Cennino Cennini (Colle di Val d’Elsa, 1370 körül – Firenze, 1440 körül) olasz festő. Giotto követője volt.
Hírnevének megalapozója ugyanakkor nem festészete, hanem egy a festészetről szóló kézikönyve, a Libro dell’arte o trattato della pittura. Ez a valószínűleg 1390-ben írt, eleinte kézi másolás útján terjedő kézikönyv a késő középkor legnagyobb jelentőségű műve volt ebben a témában. Napjainkban természetesen igen komoly kultúrtörténeti és művészettörténeti jelentőséggel bír.